# Florian Lebek
Florian Lebek (* 14. Januar 1979 in Fulda) ist ein deutscher Schauspieler, Schriftsteller, Regisseur und Choreograph. Er lebt in Wien.

## Ausbildung und Werdegang
Nach der Beendigung seiner Schulzeit studierte er klassischen Tanz in Hamburg, nahm Tanz- und Gesangunterricht an der privaten Stage School of music, dance and drama und beendete seine Musicalausbildung an der Stella Academy. Er bekam Unterricht u. a. bei Ricarda Ludigkeit und absolvierte Meisterklassen bei Maya Hakvoort, Cornelia Drese und Isabel Dörfler.  Er wirkte in Mozart! – das Musical in der Neuen Flora mit und arbeitete als Schauspieler im Hamburg Dungeon. Mit Kollegen gründete er die Improvisationsgruppe „Grober Fug“.
2004 begann er ein Schauspielstudium am Max Reinhardt Seminar in Wien, wo er vier Jahre bei Klaus Maria Brandauer lernte. In dieser Zeit wirkte er in diversen Produktionen von Ein Sommernachtstraum, Krach in Chiozza, als Mephisto in Faust und als Dirne im Reigen im Schauspielhaus Wien mit. Nach Ende des Studiums wurde er Assistent von Klaus Maria Brandauer. Mit Brandauer las er 2006 Peer Gynt mit der Musik von Grieg und Manfred mit der Musik von Schuhmann unter der musikalischen Leitung von Thomas Hengelbrock.

## Wirken als Künstler
Im Sommer 2006 sang Florian Lebek den Moritatensänger in den Vorstellungen der Dreigroschenoper im Berliner Admiralspalast. Im gleichen Jahr wurde er von Regisseur Alexander Kubelka ans Stadttheater Klagenfurt geholt und Luc Bondy engagierte ihn ans Wiener Burgtheater, wo er bis zum Intendantenwechsel zu Matthias Hartmann blieb.
Seit 2012 ist Florian Lebek unter anderem in Produktionen am Theater zum Fürchten in Wien und am Stadttheater Mödling zu sehen. Er spielte dort in: Der Besuch der alten Dame, Antonius und Kleopatra, Die roten Nasen, Therese Raquin, Die Rächer, Maria Stuart, Macht der Gewohnheit, Tschechow in Jalta, Das Versprechen, Karl Maybe, Utopia, Der tollste Tag, Cyrano de Bergerac, Network und Volpone. Er verwirklichte die Theaterabende Hamletprojekt und Imperators.
Seine Lesungsabende mit einem Programm zum 200. Todestag von Marquis de Sade Philosophie im Boudoir waren in Österreich und Deutschland zu sehen. Er drehte in Ungarn unter der Regie von István Szabó den Staatsfilm Zárójelentés und im Jahr darauf den Zweiteiler Ferdinand von Schirach: Feinde bei der Constantinfilm unter der Regie von Nils Willbrandt. Florian Lebek assistierte im Jahr 2019 bei den Nibelungen Festspielen in Worms in Thomas Melles Stück Die Überwältigung.
Er ist Stückautor von Das Kronprinzenwerk, Zwei kleine Possen, Europa, quid est?! und Heidi darf nicht sterben und choreographierte Galas, Ballett- und Musicalveranstaltungen.
2024 gewann Lebek den Theaterpreis des Mödlinger Stadttheaters.
Lebek tritt regelmäßig als Sidekick in der Twitch-Show des Comedians Stephan Bartunek auf.